# Cratere Oivit
Oivit  è un cratere sulla superficie di Venere.